# Letmogònids
Els letmogònids (Laetmogonidae) són una família de cogombres de mar.

## Gèneres
Es reconeixen els següents gèneres a la família Laetmogonidae:
- Apodogaster Walsh, 1891
- Benthogone Koehler, 1895
- Gebrukothuria Rogacheva & Cross, 2009
- Laetmogone Théel, 1879
- †Palaeocaudina Boczarowski, 1997
- Pannychia Théel, 1882
- Psychronaetes Pawson, 1983